# 小行星5311
小行星5311是一颗围绕太阳公转的小行星。1981年4月3日，艾倫·C·吉爾摩、潘蜜拉·M·基爾馬汀在蒂卡普湖发现了此天体。
这颗小行星的绝对星等为262.6798970261588等。